# Calonge (kommun)
Calonge är en kommun i Spanien.   Den ligger i provinsen Província de Girona och regionen Katalonien, i den östra delen av landet, 600 km öster om huvudstaden Madrid. Antalet invånare är 10 851. Arean är 34 kvadratkilometer. Calonge gränsar till Forallac, Palamós, Castell-Platja d'Aro, Santa Cristina d'Aro och Cruïlles. 
Terrängen i Calonge är kuperad åt nordväst, men åt sydost är den platt.